# MŠK Púchov
MŠK Púchov (Mestský Športový Klub Púchov) – słowacki klub piłkarski z siedzibą w Púchovie, założony w 1920 roku. Zdobywca Puchar Słowacji (2003), wicemistrz Słowacji (2002), trzykrotny uczestnik Pucharu UEFA (2001, 2002, 2003).

## Historia
Pierwszy klub piłkarski został założony w Púchovie w 1920 roku. W okresie międzywojennym grał w niższych ligach słowackich. Po II wojnie światowej sponsorami zostały dwa znaczące w mieście przedsiębiorstwa: obuwnicze Rolny (od 1946) i oponiarski Matador (od 1950, klub zmienił wówczas nazwę na FK Matador Púchov). Jednym z ważniejszych sukcesów było zdobycie mistrzostwa III. ligi w 1950 (w pierwszym sezonie drugoligowym klub zajął 2. miejsce), powtórzone w sezonie 1963/1964. W latach 70. i 80. drużyna Matadora grała w lidze słowackiej, będącej drugim szczeblem rozgrywek ówczesnej Czechosłowacji.
Po utworzeniu samodzielnego systemu ligowego Słowacji (1993) była uczestnikiem II. ligi do 2000 roku, kiedy wywalczyła pierwszy, historyczny awans do najwyższej słowackiej klasy rozgrywkowej. W pierwszym sezonie – 2000/2001 – Matador zajął 6. miejsce, jednak dzięki zwycięstwu w ligowej klasyfikacji Fair Play uczestniczył w rozgrywkach Pucharu UEFA 2001/2002 (odpadł w I rundzie po porażce z SC Freiburg). Kolejną edycję I. ligi zakończył wywalczeniem tytułu wicemistrzowskiego, co było największym osiągnięciem klubu w rozgrywkach ligowych. Umożliwiło to kolejny start w Pucharze UEFA (w II rundzie Matador uległ Girondins Bordeaux). Ostatnim większym sukcesem na arenie krajowej było zdobycie Pucharu Słowacji 2002/2003. Po tym zwycięstwie drużyna zagrała ostatni raz w rozgrywkach międzynarodowych (porażka w I rundzie Pucharu UEFA z FC Barcelona).
W sezonie 2005/2006 Matador zajął 10., ostatnie miejsce w I. lidze, nie powracając już na najwyższy szczebel rozgrywek piłkarskich na Słowacji. Problemy finansowe wywołały decyzję o zgłoszeniu drużyny do grupy Zachód nowej II ligi (ligowy poziom trzeci). W 2007 roku klub zmienił nazwę na FK Púchov. W sezonie 2008/2009 zdobył mistrzostwo swojej grupy, awansując do I ligi (poziom drugi). W 2015 roku przemianowano go na MŠK Púchov.

## Sukcesy

### Krajowe
- Puchar Słowacji (1): 2003
- Wicemistrzostwo Słowacji (1): 2002
- Zwycięstwo w klasyfikacji Fair Play ligi słowackiej: 2001

### Międzynarodowe
- II runda Pucharu UEFA (1): 2002

## Europejskie puchary
Legenda do wszystkich tabel:
- Q – runda eliminacyjna, 1/16, 1/8, 1/4, 1/2 – odpowiednia faza rozgrywek, Grupa – runda grupowa, 1r gr – pierwsza runda grupowa, 2r gr – druga runda grupowa, F – finał, R – runda, PO – play-off
- k. – rzuty karne, los. – losowanie, Dogr. – dogrywka, w. – zasada bramek strzelonych na wyjeździe

| Sezon   | Rozgrywki   | Runda | Klub               | Dom | Wyjazd | Ogólnie |
| ------- | ----------- | ----- | ------------------ | --- | ------ | ------- |
| 2001/02 | Puchar UEFA | Q     | Sliema Wanderers   | 3–0 | 1–2    | 4–2     |
| 2001/02 | Puchar UEFA | 1R    | SC Freiburg        | 0–0 | 1–2    | 1–2     |
| 2002/03 | Puchar UEFA | Q     | FK Atyrau          | 2–0 | 0–0    | 2–0     |
| 2002/03 | Puchar UEFA | 1R    | Girondins Bordeaux | 1–4 | 0–6    | 1–10    |
| 2003/04 | Puchar UEFA | Q     | Sioni Bolnisi      | 3–0 | 3–0    | 6–0     |
| 2003/04 | Puchar UEFA | 1R    | FC Barcelona       | 1–1 | 0–8    | 1–9     |